# Joachim Ebmeyer
Joachim Simon Ebmeyer (* 30. Januar 1985 in Bielefeld) ist ein deutscher Politiker (CDU), Volkswirt und seit 2025 Mitglied des Deutschen Bundestages.

## Leben
Ebmeyer absolvierte 2004 das Abitur am Widukind-Gymnasium in Enger, wo er auch aufwuchs. Er studierte Volkswirtschaftslehre an der Humboldt-Universität zu Berlin und schloss das Studium als Bachelor of Science ab. Anschließend studierte er Volkswirtschaftslehre an der Westfälischen Wilhelms-Universität in Münster und wurde 2011 Master of Science.
Von 2012 bis 2018 war Ebmeyer wissenschaftlicher Mitarbeiter und Büroleiter bei verschiedenen Abgeordneten des Bundestages. Danach war er von 2018 bis 2019 Referent für Datenökonomie, Digitalisierung und Innovation beim Bundesverband der Deutschen Industrie. Von 2019 bis 2022 war er stellvertretender Büroleiter des Vorsitzenden der CDU/CSU-Fraktion im Deutschen Bundestag, Ralph Brinkhaus, und war ab Februar 2022 Leitungsreferent für den damaligen Fraktionsvorsitzenden Friedrich Merz. Ab 2023 war Ebmeyer selbstständiger Unternehmensberater und Public-Affairs-Berater sowie Dozent.
Von 2003 bis 2020 war Ebmeyer Mitglied der Jungen Union. Seit 2007 ist er Mitglied der CDU und seit 2009 Mitglied des Vorstandes des CDU-Stadtverbandes Enger. Von 2014 bis 2019 war er Mitglied des Kreistages des Kreises Herford und ist seit 2022 Mitglied des Vorstandes des CDU-Kreisverbandes Herford sowie seit Mai 2022 Vorsitzender des CDU-Kreisverbandes Herford.
Ebmeyer kandidierte bei der Bundestagswahl 2025 im Bundestagswahlkreis Herford – Minden-Lübbecke II, wo er mit 30,1 Prozent der Erststimmen direkt in den 21. Deutschen Bundestag gewählt wurde. Er löste Stefan Schwartze (SPD) ab, der sein Mandat über die Landesliste erhalten konnte. Er ist ordentliches Mitglied im Ausschuss für Digitales und Staatsmodernisierung und im Ausschuss für Forschung, Technologie, Raumfahrt und Technikfolgenabschätzung sowie stellvertretendes Mitglied im Ausschuss für Landwirtschaft, Ernährung und Heimat.
Ebmeyer ist verheiratet und hat zwei Töchter. Er lebt in Enger.